# Cuprorivaite
La cuprorivaite è un minerale appartenente al gruppo della gillespite.